# Alberto Anrango
Luis Alberto Anrango Bonilla (* 31 de marzo de 1947 en Cotacachi, Provincia de Imbabura) es un dirigente indígena, maestro y político ecuatoriano de nacionalidad kichwa. Actualmente es alcalde del municipio de Cotacachi.
El 19 de abril de 1977, participó en la fundación de la Unión de Organizaciones Campesinas Indígenas de Cotacachi (UNORCAC).
Alberto Anrango fue también el primer director nacional de la Dirección Nacional de Educación Indígena Intercultural Bilingüe del Ecuador (DINEIB) y director nacional de la Defensa de los Pueblos Indígenas.
En las elecciones el 26 de abril de 2009, Alberto Anrango como candidato de PAIS derrotó al candidato de Pachakutik, Auki Tituaña, también kichwa, que había sido antes alcalde de Cotacachi casi 13 años.
Está casado con Mercedes María Chico, con la que tiene tres hijos: Rumiñahui (actualmente dirigente de la UNORCAC), Pacha y Toa.